# Théorème d'approximation de Dirichlet
Le théorème d'approximation de Dirichlet est le résultat d'approximation diophantienne simultanée de d réels {\displaystyle x_{1},\dots ,x_{d}} suivant :

Pour tout réel N ≥ 1, il existe un entier q tel que
{\displaystyle 1\leq q\leq N\quad {\text{et}}\quad d(qx_{j},\mathbb {Z} )<N^{-1/d}\quad (\forall j=1,2,\dots ,d)},

dont le cas particulier N = Qd avec Q entier se démontre par le principe des tiroirs de Dirichlet, ou le résultat suivant, (plus général) :

Pour tout réel M > 1, il existe un entier q tel que
{\displaystyle 1\leq q<M\quad {\text{et}}\quad d(qx_{j},\mathbb {Z} )\leq M^{-1/d}\quad (\forall j=1,2,\dots ,d)},

qui utilise un théorème de Minkowski ou de Blichfeldt.

## Utilisations
Ce théorème est appliqué notamment en théorie des nombres (approximations diophantiennes, théorie des séries de Dirichlet) et dans la théorie des fonctions presque périodiques.
Un corollaire élémentaire du cas d = 1 est que la mesure d'irrationalité de tout irrationnel est supérieure ou égale à 2.
Le théorème est aussi lié à la conjecture du coureur solitaire.